# Metoda sokratyczna

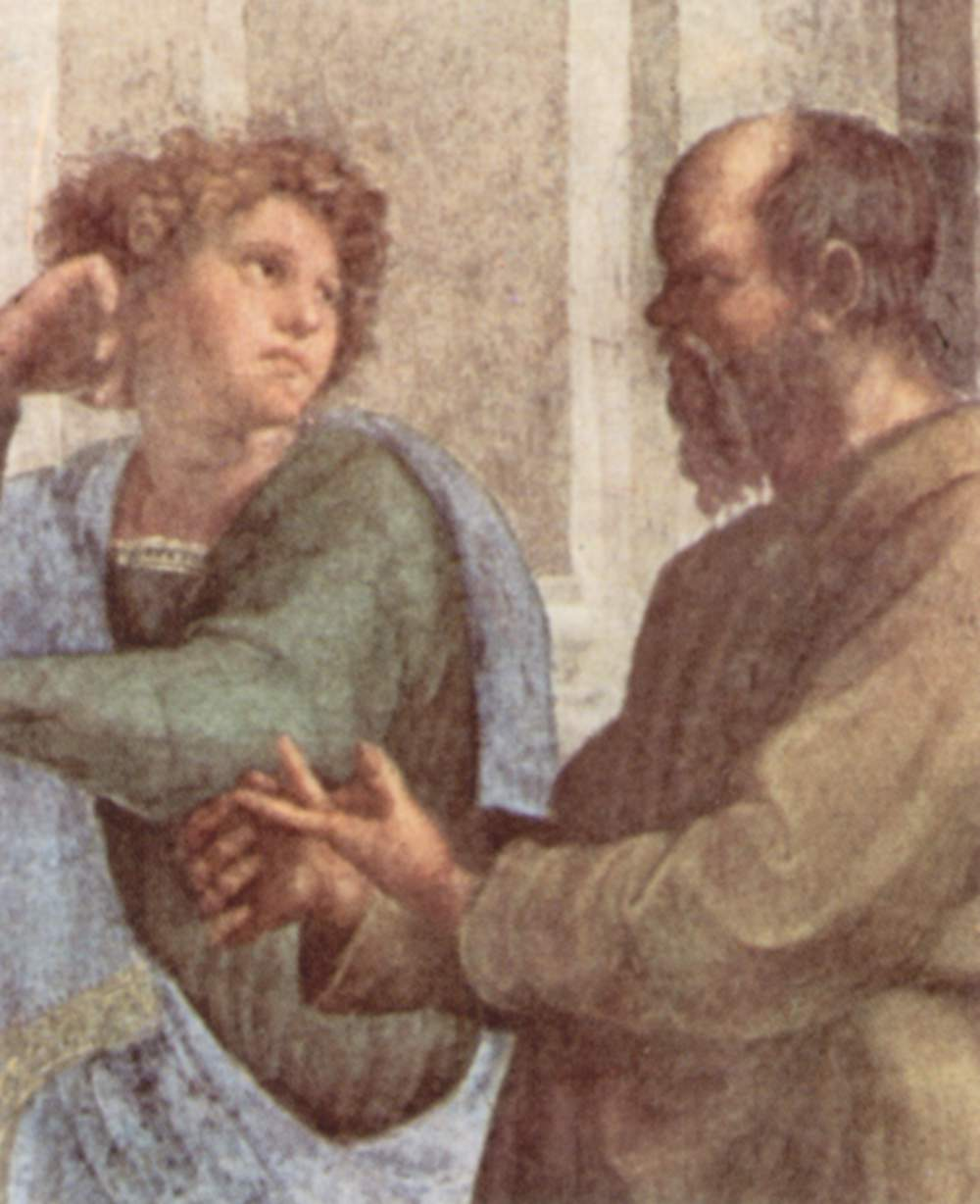
Sokrates wyliczający argumenty, fragment Szkoły Ateńskiej Rafaela (1509–1510)

Metoda sokratyczna – przypisywany Sokratesowi sposób prowadzenia dialogu, a zarazem dążenie do prawdy. Metoda sokratyczna została utrwalona we wczesnych dialogach Platona (tzw. dialogi sokratyczne), między innymi Lachesie, Charmidesie, Gorgiaszu.
Sokrates wcielał się w postać łaknącego prawdziwej wiedzy prostaczka (eironeia, ironia, postawa „udawanej skromności”), który od swojego rozmówcy (alazoneia, postawa „chełpliwej próżności”) pozornie oczekuje pouczenia i pomocy w poszukiwaniu prawdy. 
W dyskusji Sokrates stosował wypracowane przez siebie metody majeutyczną i elenktyczną. Sokrates, uważając, że sam nic nie wie i prawdziwej wiedzy dopiero poszukuje, starał się nie tyle przekonać swoich rozmówców, lecz wskazać na błędność ich poglądów lub wydobyć z nich ukrytą wiedzę.

## Metoda elenktyczna
Metoda elenktyczna była metodą negatywną i polegała na zbijaniu argumentów rozmówcy (od gr. elenktikos –  zbijający). Sokrates udawał podziw dla wiedzy swojego rozmówcy, czym usypiał jego czujność. Pozornie niewinne pytania sprawiają, że rozmówca zaczyna błądzić, przeczyć samemu sobie i popadać w absurd i aporię. Wreszcie odrzucał on pierwotne poglądy, uświadamiając sobie, że to, co brał za prawdziwą wiedzę, było jedynie nieugruntowanym mniemaniem. To właśnie ta metoda ściągnęła na Sokratesa oskarżenia o deprawację, sianie zwątpienia i mącenia w głowach.

## Metoda majeutyczna
Metoda majeutyczna („położnicza”) była z kolei metodą pozytywną, którą jednak można było stosować tylko wobec niektórych osób, w których drzemała nieuświadomiona wiedza. Poprzez dyskusję, Sokrates starał się pomóc tej wiedzy „przyjść na świat”. Nie był więc osobą pouczającą, a jedynie pomocnikiem, który sam także się uczył. Metoda majeutyczna była czasami stosowana jako kolejny etap dyskusji, po etapie elenktycznym, jeżeli rozmowa nie została wcześniej przerwana.